# Deutschland 83
Deutschland 86
Deutschland 83 [ˈdɔʏtʃlant dʁaɪ.ʊnt.ˈʔaxtsɪç] est une série télévisée allemande en huit épisodes de 45 minutes créée par Anna Winger et Jörg Winger, d'abord diffusée aux États-Unis du 17 juin au 5 août 2015 sur SundanceTV (en VOST), puis en Allemagne à partir du 26 novembre 2015 sur le réseau RTL.
En France et en Suisse, elle est diffusée depuis le 11 janvier 2016 sur Canal+ puis sur la RTS du 14 octobre au 4 novembre 2016 ; au Québec, sur Super Écran, depuis janvier 2016. Elle reste inédite dans les autres pays francophones.
La suite de cette mini-série, Deutschland 86, est diffusée en 2018, et une troisième partie nommée Deutschland 89 est diffusée en 2020.

## Synopsis
En 1983, lors de la crise des euromissiles, les autorités est-allemandes sont persuadées de l'imminence d'une invasion provenant de l'Ouest. Elles craignent que les prochaines manœuvres annoncées de grande ampleur de l'OTAN, dénommées Able Archer soient en réalité le prélude à cette invasion redoutée, et que les missiles Pershing II fraîchement installés en Allemagne de l'Ouest ne servent pour une première frappe nucléaire sur leur territoire.
Pour en connaître davantage sur les intentions et stratégies occidentales, le service de renseignement extérieur de la RDA confie à un jeune officier garde-frontière est-allemand, Martin Rauch, la mission d'infiltrer la base militaire ouest-allemande à proximité de Bonn où est situé le poste de commandement des manœuvres d'Able Archer. Il doit pour cela agir sous une fausse identité, celle de Moritz Stamm, un jeune premier-lieutenant nouvellement engagé comme aide de camp du général Edel, commandant de la base que Martin doit infiltrer.
Rapidement, Martin noue de nouveaux contacts, se lie d'amitié avec des personnes rencontrées à l'ouest et découvre le mode de vie occidental. Il est alors tiraillé entre sa mission, les femmes qu'il aime, les différentes idéologies qui s'affrontent et l'influence de ses nouvelles rencontres.

## Épisodes

### Épisode 1: Mutation forcée
Martin Rauch quitte l'Allemagne de l'Est pour devenir espion en Allemagne de l'Ouest. Il doit commencer sa mission au plus vite et s'appelle désormais Moritz.

### Épisode 2: Sur écoute
Moritz s'adapte petit à petit à sa nouvelle vie, à l'Ouest, lorsqu'une mission périlleuse lui est confiée : il doit entrer par effraction dans une chambre d'hôtel et dérober des documents secrets concernant l'OTAN.

### Épisode 3: Opération séduction
Pendant une conférence de l'OTAN à Bruxelles, Moritz se voit confier sa première mission « Roméo » : il doit séduire Linda, la secrétaire d'un chef de la sécurité.

### Épisode 4: Pour la bonne cause
Lorsque la puce est retrouvée dans le bureau de Linda, tout l'OTAN se retrouve en état d'alerte. Moritz doit faire disparaître ses traces. Lorsque Linda découvre sa véritable identité, elle ne peut s'empêcher de s'enfuir.

### Épisode 5: Le feu aux poudres
La mère de Moritz va recevoir sa greffe de rein, mais il est le seul donneur possible. Alors qu'il rentre à l'Est, il doit livrer un paquet inoffensif à un homme mystérieux.

### Épisode 6: Alerte rouge
Pour les articles homonymes, voir Alerte rouge.
Quand Moritz revient à sa vie d'espion à l'Ouest, il est pris au piège mortel d'Alex Edel. Alex a pris le Général Jackson en otage et l'a forcé, arme à la main, à dévoiler, face caméra, les plans de l'armée américaine en Europe de l'Ouest.

### Épisode 7: Haute Tension
La pression d'une guerre nucléaire pousse Moritz à dévoiler sa véritable identité...

### Épisode 8: Able Archer
Moritz revient à l'Est pour arrêter ses supérieurs de la HVA avant qu'il ne soit trop tard. À son arrivée au QG, il se rend compte que la tension est à son paroxysme !

## Distribution
- Jonas Nay (VFB : Maxime Donnay) : Martin Rauch / Moritz Stamm
- Maria Schrader (VFB : France Bastoen) : Lenora Rauch
- Alexander Beyer (VFB : Philippe Allard) : Tobias Tischbier
- Sonja Gerhardt (VFB : Élisabeth Guinand) : Annett Schneider
- Sylvester Groth (VFB : Jean-Michel Vovk) : Walter Schweppenstette
- Carina Wiese (VFB : Carole Baillien) : Ingrid Rauch
- Ulrich Noethen (VFB : Guy Pion) : Wolfgang Edel
- Ludwig Trepte (VFB : Alexandre Crépet) : Alexander Edel
- Lisa Tomaschewsky : Yvonne Edel
- Nikola Kastner (VFB : Marcha Van Boven) : Linda Seiler
- Jens Albinus (VFB : Philippe Résimont) : Henrik Mayer
- Errol Trotman Harewood (VFB : Claudio Dos Santos) : Arnold Jackson
- Godehard Giese (de) (VFB : Simon Duprez) : Karl Kramer

## Réception
Les spectateurs lui accordent la note de 4,2/5 sur le site internet Allociné.

## Distinction

### Récompense
- International Emmy Awards 2016 : Meilleure série dramatique